# Charles Tolliver
Charles Tolliver (Jacksonville, 6 maart 1942) is een Amerikaanse jazzmuzikant (trompet, bugel), orkestleider en componist van de modernjazz.

## Biografie
Tolliver groeide op in Harlem en bezocht de Hartnet Musical School in New York. Hij studeerde farmacie in Washington D.C.. In 1960 speelde hij samen met Gary Bartz in de band van Max Roach (album Member Don't Git Weary). Daarna speelde hij in de band van Jackie McLean, aan wiens album Jacknife (1965) hij meewerkte voor Blue Note Records en aan It's Time. McLean presenteerde hem niet alleen als trompettist, maar ook als componist van de nummers Cancellation, Revillot en Truth.
Vervolgens werkte Tolliver in de bands van Joe Henderson, Edgar Bateman, Art Blakey (1965), Booker Ervin en ten slotte Horace Silver. In 1966 ging hij met Willie Bobo naar Los Angeles en behoorde daar kort bij het orkest van Gerald Wilson. In 1968 werd hij in de DownBeat-poll als trompettist onderscheiden en kon hij een eerste Europese tournee maken met een eigen band. In dat jaar speelde hij ook in de band van zijn langjarige partner Gary Bartz en nam met hem diens album Libra/Anothers Earth op. Bovendien ontstonden eerste opnamen onder zijn eigen naam bij Arista Records, begeleid door Herbie Hancock, Ron Carter en Joe Chambers. Het album bevat ook zijn composities Paper Man en Peace By Myself.
De trompettist en componist telt bij de avant-gardejazz als belangrijk stemgebruik. Samen met Stanley Cowell, met wie hij in 1969 het kwartet Music Inc. formeerde en ook een met strijkers versterkte bigband leidde, richtte hij het label Strata-East op, waarbij hij circa 60 albums uitbracht. De verdiensten werden voornamelijk aanvankelijk voor 90% overgedragen aan de muzikanten, die ook hun rechten hadden. Als indie-label had het een voorbeeldfunctie tijdens de jaren 1970. Met Gil Scott-Heron was het label zeer succesvol. Max Roach gaf in 1972 een compositieopdracht voor het Montreux Jazz Festival (Singin' Wid A Sword In Ma Han' ). Met de New York Jazz Repertory Company volgde in 1974 in de Carnegie Hall de wereldpremière van zijn Collection Suite. Eind jaren 1980 trad hij op met het sextet van Louis Hayes. In 2003 herstelde hij zijn bigbandproject weer in ere, wiens album With Love in 2007 werd uitgebracht.
Zijn trompetstijl herinnert aan Clifford Brown. Hij verwerkte echter ook invloeden van Kenny Dorham, Freddie Hubbard en de freejazz.

## Discografie
- 1968: Charles Tolliver and His All Stars (Arista Records) met Hancock, Carter, Chambers
- 1969: The Ringer (Black Lion) met Stanley Cowell, Steve Novosel, Jimmy Hopps
- 1972: Grand Max (Black Lion) met John Hicks, Reggie Workman, Alvin Queen
- 1972: Music Inc.: Impact (Enja Records) met Stanley Cowell, Ron Mathewson, Alvin Queen
- 1975: Impact (Strata East) bigband met Jon Faddis, Charles McPherson, James Spaulding, Stanley Cowell, Cecil McBee